# ناحیه فارستر، میشیگان
ناحیه فارستر (به انگلیسی: Forester Township) یک منطقهٔ مسکونی در ایالات متحده آمریکا است که در شهرستان سانیلاک واقع شده‌است.
 ناحیه فارستر ۶۵٫۵ کیلومتر مربع مساحت و ۱٬۱۰۸ نفر جمعیت دارد و ۱۹۹ متر بالاتر از سطح دریا واقع شده‌است.